# Mädchen von Röst

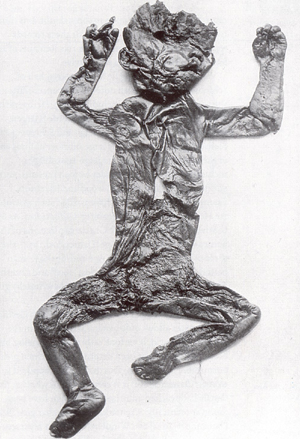
Mädchen von Röst

Das Mädchen von Röst war eine eisenzeitliche Moorleiche, die 1926 im Röster Moor bei Tensbüttel-Röst in Schleswig-Holstein gefunden wurde. Die Moorleiche wurde im Museum vaterländischer Alterthümer aufbewahrt und wurde mit dem Brand des Museums nach alliierten Bombenangriffen auf Kiel am 22. Mai 1944 vernichtet, von dem Fund ist lediglich die Decke aus Wolle erhalten.

## Fund
Der Fundplatz liegt auf einer zur Siedlung Lichtenhof gehörenden Parzelle des Röster Moores. Dieses liegt auf dem Gebiet der Gemeinde Tensbüttel-Röst im Kreis Dithmarschen.
Dort stieß der Torfarbeiter Johannes Kroll im Frühjahr 1926 auf dem Grund einer etwa 3,4 Meter langen und 80 cm tiefen Grube auf den flachgedrückten Körper der Kinderleiche. Der Ortsvorsteher B. Rothmann meldete den Fund dem Museum vaterländischer Alterthümer in Kiel, das die Bergung des Fundes durchführte. An der Fundstelle wurden Proben für die Pollenanalyse entnommen. Die Leiche wurde in einem Alkoholbad konserviert und im Kieler Schloss ausgestellt.
Fundort: 54° 6′ 27″ N, 9° 13′ 46″ O

## Befunde
Das Kind war etwa zwei bis zweieinhalb Jahre alt und vermutlich weiblichen Geschlechts. An der Fundstelle wurden Eingrabungsspuren mit einer deutlich unterschiedlichen Zusammensetzung der Torfschicht oberhalb des Körpers gefunden. Die über dem Mädchen liegende Torfschicht bestand aus mehreren aufgeschichteten Heidesoden und aus jüngerem Sphagnumtorf. Dies deutete an, dass es in einer ausgehobenen Grube niedergelegt und anschließend abgedeckt worden war. Es lag in nahezu gestreckter Rückenlage. Der Körper war aufgrund der durch das saure Moormilieu entkalkten Knochen sowie der auf ihm lastenden Erdmassen auf nur wenige Zentimeter zusammengedrückt. Beide Arme lagen in erhobener Position und die rechte Hand war zu einer Faust geballt. Seine Beine waren leicht gespreizt und mit leicht angewinkelten Knien. Die Hauthülle des Mädchens war durch das Moor tief braun gefärbt, ausgesprochen gut erhalten und wies nur wenige Verletzungen auf. Die vorliegenden Verletzungen waren, ebenso wie der durch einen Spatenstich vom Rumpf abgetrennte Kopf, auf die Torfarbeiten des Finders zurückzuführen. Am Kopf waren etwa 2 bis 3 Zentimeter lange Haare erhalten. Vom Skelett konnten nur einige Wirbelkörper beobachtet werden.
Der Rumpf des Mädchens war mit einem stark verschlissenen Tuch aus Schafwolle abgedeckt, das heute im Archäologischen Landesmuseum Schloss Gottorf in Schleswig unter der Inventarnummer KS 15609 aufbewahrt wird und vermutlich als Leichentuch diente. Das Tuch hat eine Länge von 62 cm, eine Breite von 45 cm und ist jetzt von brauner Farbe. Die Garne des in Fischgratköper gewebten Tuches sind aus feiner Lammwolle in Z-Drehung versponnen. Die Gewebedichte beträgt etwa 6 bis 7 Kett- und etwa 7 bis 8 Schussfäden je Zentimeter, wobei die Schussfäden besonders stark angeschlagen sind. Alle Gewebekanten weisen versäuberte Schnittkanten auf und das Fehlen von Webkanten deutet an, dass es aus einem größeren Stück Stoff herausgeschnitten wurde. Das stark abgenutzte und durchlöcherte Tuch war an mehreren Stellen mit grob aufgenähten Flicken gestopft.

## Datierung
Das Wolltuch wurde vom Textilarchäologen Karl Schlabow typologisch in die vorrömische Eisenzeit datiert. Diese Datierung konnte in den 1990er Jahren durch eine an drei Proben aus dem Wolltuch durchgeführte 14C-AMS-Untersuchung bestätigt und in den Zeitraum zwischen 200 und 95 v. Chr. genauer eingegrenzt werden.

## Deutung
Das Mädchen wurde in einer aus dem Moor ausgegrabenen Grube in Rückenlage bestattet und mit einem zerschlissenen Wolltuch zugedeckt. Diese Umstände können auf eine Armenbestattung hindeuten. Es ist auch denkbar, dass das Mädchen abseits eines regulären Bestattungsplatzes begraben wurde, um es am Nachzehrer- oder Wiedergängertum zu hindern.